# Thymus longedentatus
Thymus longedentatus ist eine Pflanzenart aus der Gattung der Thymiane (Thymus) in der Familie der Lippenblütler.

## Beschreibung
Thymus longedentatus ist ein kleiner Strauch, dessen Hauptstängel holzig sind und kriechend, zum Teil unterirdisch, verlaufen. An ihnen stehen große, kompakte Blattrosetten und Blütentriebe von bis zu 10 cm Länge. Am Grund der Blütentriebe ist kein Büschel mit kleinen Laubblättern ausgebildet. Die Stängel sind rundum zottig behaart. Die Laubblätter sind 12 bis 25 mm lang und 1,5 bis 3 mm breit. Sie sind linealisch-verkehrt-lanzettlich, gestielt und an der Basis lang keilförmig, mit spitzlicher bis stumpflicher Spitze. Die Mittelrippe steht ziemlich weit hervor, die Seitenadern verlaufen nahezu parallel.
Die Blütenstände sind köpfchenförmig und verlängert, die unterste Scheinwirtel steht manchmal etwas entfernt. Blütenstiele und Kelche sind meist dicht mit gestielten Drüsen besetzt. Die Tragblätter gleichen den Laubblättern. Der Kelch ist 5 bis 6 mm lang, die Oberlippe ist etwas länger als die Unterlippe. Die oberen Zähne sind etwa 1,5 bis 2 cm lang, begrannt und bewimpert.

## Verbreitung
Diese Art kommt im östlichen Teil der Balkanhalbinsel vor.